# 10 Sudecka Dywizja Piechoty
10 Sudecka Dywizja Piechoty (10 DP) – związek taktyczny piechoty ludowego Wojska Polskiego.
19 sierpnia 1945 Naczelny Dowódca WP rozkazem nr 180 nadał 10 DP miano „Sudecka”.

## Formowanie
Na podstawie Rozkazu Naczelnego Dowódcy Wojska Polskiego nr 41 na początku października 1944 rozpoczęto w Rzeszowie formowanie 10 Dywizji Piechoty jako jednostki 3 Armii WP.
11 listopada 1944 w Rzeszowie odbyła się pierwsza defilada w rocznicę odzyskania niepodległości. 14 stycznia 1945 dywizja otrzymała z rąk Naczelnego Dowódcy WP gen. broni Michała Roli-Żymierskiego sztandar. W tym też dniu odbyła się pierwsza przysięga wojskowa oddziałów dywizji.

## Struktura organizacyjna
| Dowództwo 10 DP                                |
| 25 pułk piechoty                               |
| 27 pułk piechoty                               |
| 29 pułk piechoty                               |
| 39 pułk artylerii lekkiej                      |
| 13 samodzielny dywizjon artylerii samochodowej |
| 10 batalion szkolny                            |
| 21 batalion saperów                            |
| 12 batalion sanitarny                          |
| 10 kompania rozpoznania                        |
| 19 kompania łączności                          |
| 9 kompania chemiczna                           |
| oddziały specjalne                             |

## Działania bojowe
22 stycznia 1945 10 DP opuściła Rzeszów i przystąpiła do ochrony obiektów przemysłowych na Górnym Śląsku.
W połowie lutego przegrupowała się na Pomorze Zachodnie, gdzie ochraniała prawe skrzydło 1 Frontu Białoruskiego. Niektóre pododdziały dywizji prowadziły walkę z niemieckimi dywersantami i oddziałami wroga, które znalazły się w okrążeniu.
Z dniem 27 lutego 1945 została ona podporządkowana 2 Armii Wojska Polskiego i po koncentracji w rejonie Gorzowa Wielkopolskiego została przerzucona w rejon Wrocławia, aby wziąć udział w walkach o to miasto.
Na początku kwietnia 1945 2 Armia WP zgodnie z rozkazem Dowódcy 1 Frontu Ukraińskiego otrzymała zadanie wzięcia udziału w operacji łużyckiej na kierunku Drezna. Pododdziały 10 DP wyruszyły w kierunku Nysy Łużyckiej i zluzowały oddziały radzieckie. Rozpoczęto rozbudowę inżynieryjną pozycji obronnych oraz przygotowania do forsowania Nysy. W dniu 16 kwietnia dywizji nie powiodło się forsowanie Nysy Łużyckiej. Następnego dnia w dalszym ciągu nie uzyskano powodzenia. Dopiero 18 kwietnia jej pododdziały zdobyły niewielki przyczółek w rejonie Dobrzynia. 20 kwietnia dywizja ostatecznie sforsowała Nysę na całym pasie natarcia i posunęła się o 6-11 km do przodu. W kolejnych dniach wyszła na rubież: Tzschelln, Boxberg, Hirschwalde i Sproitz.
Następnie dywizja brała udział w walce z oddziałami niemieckimi zdążającymi z południa na odsiecz Berlinowi.
Kolejnym etapem walk był udział wraz z całą 2 Armią WP w operacji praskiej. 11 maja dywizja zakończyła swój szlak bojowy.
|  |  |  |  |  |

## Sztandar dywizji
Sztandar dywizji ufundowany został przez społeczeństwo Rzeszowa i powiatu rzeszowskiego. 14 stycznia 1945 gen. broni Michał Rola-Żymierski wręczył dywizji sztandar. Towarzyszyli mu gen. bryg. Aleksander Zawadzki i gen. Karol Świerczewski. 
Opis sztandaru
Płat o wymiarach 98 x 98 cm obszyty z trzech stron złotą frędzlą, przymocowany do drzewca za pomocą 7 białych tasiemek. Drzewce z jasnego, politurowanego drewna. Głowica w kształcie orła wspartego na kuli.
Strona główna:

Na czerwonym adamaszku haftowany srebrną nicią orzeł. Ponad orłem haftowany w półokrąg złotą nicią, napis: „ZA NASZĄ I WASZĄ WOLNOŚĆ”, poniżej „10 SUDECKA DYWIZJA PIECHOTY WOJSK Polskich”.
Strona odwrotna:

Na białym adamaszku ślad po wizerunku. Powyżej złotą nicią napis: „BÓG, HONOR I OJCZYZNA”.

## Okres powojenny
Po zakończeniu działań wojennych forsownym marszem pieszo 14-17 maja 1945 przegrupowana na Dolny Śląsk nad granicę czechosłowacką do ochrony granicy południowo-zachodniej w rejonie Jeleniej Góry i Kłodzka. W związku z incydentami na granicy południowej dywizję 12 czerwca 1945 skierowano do ochrony granicy na odcinku Karpacz-Paczków. W czerwcu 1945 dowództwo dywizji stacjonowało w Jeleniej Górze. Jej żołnierze brali udział w akcji osiedleńczej w okolicach Lwówka Śląskiego i Wlenia. Zgodnie z rozkazem organizacyjnym Naczelnego Dowództwa Wojska Polskiego nr 0305/Org. z 10 listopada 1945 dywizja przeszła na etaty pokojowe.

### Skład i rozmieszczenie (początek 1949)
| Nazwa jednostki                        | Miejsce stacjonowania |
| -------------------------------------- | --------------------- |
| Dowództwo 10 DP                        | Jelenia Góra          |
| 25 pułk piechoty                       | Wrocław               |
| 27 pułk piechoty                       | Kłodzko               |
| 29 pułk piechoty                       | Jelenia Góra          |
| 39 pułk artylerii lekkiej              | Strzegom              |
| 13 dywizjon artylerii przeciwpancernej | Kłodzko               |
| 21 batalion saperów                    | Jelenia Góra          |

## Przeformowanie
Rozkazem Nr 0056/0rg z 30 marca 1949 Minister ON nakazał dowódcy OW IV do 1 września 1951 przenieść 10 Sudecką Dywizję Piechoty z etatów 2/76-2/81 na etaty 5/44,5/47, 5/50-5/59 dywizji pancernej o ogólnym stanie osobowym 6197 żołnierzy oraz 34 pracowników kontraktowych.
W połowie 1949 przeniesiono z Jeleniej Góry do Wrocławia dowództwo 10 Sudeckiej DP i przeformowano na dowództwo 10 Sudeckiej DPanc. Dywizja weszła w skład 2 Korpusu Pancernego.

## Żołnierze
Dowódcy dywizji
- płk Andrzej Czartoryski (29 września 1944 - 18 kwietnia 1945)[3]
- płk Dymitr Dibienko (8 - 16 kwietnia 1945)[3]
- płk Aleksander Struc (AC) (od 17 kwietnia 1945 do końca wojny)[3]
- płk Stiepan Żydek-Zieliński (AC) 12 grudnia 1946 – 24 maja 1947 (od grudnia 1946 gen. bryg.)
- płk Ludwik Barański 24 maja 1947 – 13 grudnia 1948
- płk Wacław Zwierzański 13 grudnia 1948 – 25 marca 1949

Oficerowie
- ks. mjr Ksawery Andrysiak – proboszcz dywizji (od 15 grudnia 1947)[7]